# お嬢さまシリーズの登場キャラクター
お嬢さまシリーズの登場キャラクター（おじょうさまシリーズのとうじょうキャラクター）では、ライトノベルの「お嬢さまシリーズ」に登場する架空のキャラクターについて説明する。「ライトノベルの登場人物」のカテゴリーに属するが、人間だけではなく作中で活躍する鮒や猫についても記述するため「登場人物」ではなく「登場キャラクター」と表記する。

## 主要登場人物
綾小路麗花（あやのこうじ・れいか）
私立花園学園中等部の三年一組所属。シリーズ当初は二年生だったが作中で三年生に進級する。
世田谷区在住。身長155cm。茶道部在籍。鹿鳴館時代から続く高級食品店として有名な老舗スーパー「小路屋」の社長を父に持つ生粋のお嬢さま。シリーズ名ともなっている「お嬢さま」とは麗花のことを指している。作中でも、周囲の人物に「お嬢さま」と呼ばれることがある。
一人称は「あたくし」。しゃべり方は、高飛車さを感じさせるレトロなお嬢さま風である。目上の人物に対しては敬語を使うが、やはり「ですわ」といった風に独特の口調は変わらない。笑い方にすら矜持があり、漫画などでよく見られる「オホホ」という独特の「お嬢さま笑い」を状況によって三種類使い分けている。しゃべり方、髪型、服装などに強いこだわりを持っており、それらは「ヒマラヤ高峰チョモランマ級」であるというプライドの表れだと自称している。好きな言葉は「自尊心」。
髪は常にたてロールでピンクのリボンをつけ、服はフリルやレースの大量についたいわゆるロリータ・ファッションを好んで着用している。文中では頭につけているリボンは常にピンクのようだが、表紙イラストでは赤や青のリボンをつけていることもある。たてロールにはバリエーションがあり、二本の太いたてロールをツインテール状に左右から垂らしている時もあれば、六本、八本など偶数本だけたてロールをつくり左右に分けたり、数本のたてロールを背に流すこともある。飯坂のイラストではいずれのたてロールもボリュームがあったが、D.Kのイラストでは編集者の方針により、たてロールというよりもカールした細い髪の束が散らばったようになっており「ツイストパンのよう」あるいは「しぼったぞうきんのよう」と佐伯に例えられた作中のたてロール描写とは齟齬が発生している。
小学三年生の時に読んだバレエ漫画に登場する、悪役のいじわるお嬢さまの生きざまに美学を感じながらも、そのいじわるお嬢様が最終的に善人の主人公に対し素直に負けを認め、悪の美学を捨ててしまうことに反感を抱き、自分こそが何にも負けない「主役的悪役お嬢さま」になって見せようと決意した結果、いじわるお嬢さまの外観を倣うようになり、上記したような装いをするようになった。それ以前はごく一般的な格好をしていたと思われるが、作中で麗花が「お嬢さまルック」以外の恰好をすることはない。しかし、直接的な描写こそないものの、体育の授業の際は普段とは違った華美ではない服装をしている。また、『軽井沢の戦い』で嵐の中を歩いたためにたてロールが崩れてソバージュ状になってしまったことがある。
中等部から花園学園に入ったのは、私服校でお嬢さまファッションを貫き続けるためである。綾小路家は裕福ではあるが、いわゆる成金であり特に格調高い家柄ではないため、教育方針などは一般家庭と大差なく、小学校は区立校に通っていた。元々は、制服さえなければ、中学校も区立校に通う予定だった。
お嬢さまファッションへのこだわりは強固で、『帝国』で、三年一組のみ制服着用が義務付けられようとした際に、制服を厭うあまりに教室の一部を買収して「綾小路麗花帝国」を教室内に築こうとしたほどである。その行動から『帝国』では「お嬢さま」ではなく「女王さま」あるいは「女帝」と呼ばれていた。お小遣いの額は一般の中学生よりも多いらしく、前述のような行動以外にも、お金の力で物事を動かそうとすることが時々ある。
初期には少女小説の主人公らしく、素直になれないことなど自分の性格について思い悩んだりすることもあったが、基本的には自分第一主義で自信に満ちた態度を取る。自分で自分の容姿を当たり前のように「美しい」と言い、その点についてはよく周囲から自信過剰だと突っ込まれているが、実際に美人である。作中では美形の人物が男女問わず多く登場するが、彼らの容姿を素直に「美しい」と評する一方で、それでも最も美しいのは自分だと思っている。美少年の工藤圭一をはじめとし、美しい人々を己の美しさをより引き立てるための取り巻きにしようとしている。
悪役お嬢様そのものであろうとして、いじわるな振る舞いをする一方で、「子供や老人にはやさしくするのが人の道」といった優しい考えも持っている。だが、あくまでも目指すのは「悪役お嬢さま」であるため、善行を他者にほめられることを激しく嫌う。「他人にたたえられあがめられるのは好きだけど、ほめられるのは大っきらい！」と述べている。小学生の時に、いじめられていた佐伯を助けたこともあるが、そのことへの感謝の言葉に対して怒鳴り返すほどである。その件から慕ってくるようになった佐伯を従者として仕えさせている。佐伯が素直に従うこともあって、基本的に佐伯をぞんざいに扱っており、その事で周囲から批判されることもあるが、内心では佐伯やその他のクラスメートたちを友人だとも思っている。しかし周囲にはそうではないと頑に否定している。
短気で手が早いところがあり、無礼だと感じた相手には即座に平手打ちを食らわせたり、あるいは食らわせようと脅したりする。そのために停学処分を受けたこともある。暴力的だと言われることもあるが、平手打ちを暴力行為ではなく「権力を持つ者がその地位を示すために行う、単なる示威行為ですわ」としている。言葉による攻撃も辛辣で、男性に対しては直接的な罵倒語を浴びせ、女性に対してはいたぶるように長文で貶す傾向がある。
わかりやすく奇抜な外見や言動をしているが、作中では比較的まともな思考回路の持ち主の方ので、人並み外れた振る舞いはほとんどが自覚した上でのものであり、意識せずに妙な行動に走る人々に対して専ら突っ込み役に回ることが多く、他者をふりまわすことが多いが、ふりまわされることも同じくらい多い。
独自の美学を貫く姿勢から学園内では良くも悪くも名が知られている。岩清水是清が密かに販売している人気のある生徒の隠し撮り写真の中で、麗花の写真は上位の売上を記録している。それは恋心などを抱かれているからではなく、常に強気な麗花の写真が魔除けとしての効能を持つとされているためである。
『お呼び！』以降、岡野拓人と男女交際をしており、その仲は広く知られているが「彼氏というより家来みたいなもの」と周囲には言っている。内心で「すてきな彼」と拓人を称することもあるのだが、素直にそう扱うことを恥ずかしがっている。工藤圭一・杉本晴信・岩清水是清のクラスメートの男子三人組などのことも「家来」あるいは「親衛隊」呼ばわりすることがある。
成績優秀で、テストの順位では常に20番以内をキープしている。ガリ勉の賜物であるとハルミに揶揄され、本人はそれを否定しているが真相は定かではない。
社長である父の名前は透。外見は「渋いおじさま」だが、妻子の気の強さに負けることが多い、弱気でお人好しすぎる人物で、しかし人望は厚い。母の名前は美智子で、年より若く見える活動的な外見に似合わず、下町育ちの江戸っ子であるために時たましゃべり方がべらんめぇ口調になる。遠山の金さんや水戸黄門などの正義の味方が活躍する時代劇を愛しており、それとは正反対の悪役に憧れる麗花を不思議がっている。麗花自身は、お嬢さまたる自分にふさわしくより品格ある両親像を望んでいるようだが、家族仲は良好である。綾小路とは道の名前であるため、美智子は「道」を、透は「通る」をもじっている。
杉本晴信の祖母・蕗子の占いによれば、将来は会社の役員を務めるようになっているらしい。
岡野拓人（おかの・たくと）
花園学園高等部二年生の男子生徒。当初は一年生だったが、作中で進級する。「帰ってきた女王様」にも登場する。
育ちの良さそうな印象を与える爽やかな容姿をしているが、いつでも見る者の気が抜かせるような笑顔を浮かべているため、あまり二枚目という印象を与えない。麗花に「骨なしのタコみたいにふにゃふにゃ」と言われるほどプライドというものを全く意識したことがない、穏やかでぼけっとした性格の持ち主。幼稚だと麗花にけなされることもあるが、大らかで、麗花の厳しい言動にも全く堪えることがなく、逆に麗花をふりまわすほどの図太く強靭な精神を持つ。おっとりとマイペースなためか、子供じみていると言われる一方で、じじむさいとよく言われている。麗花らが全力で戦う相手に対し、無意識のうちに戦わずして勝つことが多い。
麗花と男女交際をしており、作中で唯一麗花に「ちゃん」付けを許された人物である。ツンデレな麗花とは対照的に、周囲の目を気にせず照れることなくストレートに愛情を言葉にする。その露骨さに麗花はますます意地を張った態度に出てしまうのだが、その様子も含めて麗花の一挙一動を面白がっている。
とぼけた性格ではあるが、自分が図太いからといって他者もそうとは限らないからと、いつも人を傷つけないようにと気配りをしている。中学生ばかりのメインキャラクターのうちで唯一の高校生で年長者であるという立場から、皆よりも少し大人の立場で行動し、トラブルなどを解決することもあり、いざという時は頼りにされている。
その人柄から多くの人に慕われており、工藤圭一・杉本晴信・岩清水是清の中等部男子三人組には特に懐かれている。女子生徒たちからも恋愛対象としての人気が高い。だが本人は麗花一筋で、好きな女の子のタイプに「たてロールの女の子」と記すほどである。そもそも、非常におっとりとした性格であるために周囲の女子生徒から関心を買われていることに気づいてもいない。
中等部の頃はテニス部に入っていた。情け容赦なく敵を叩きのめしつつも、プレイ中ずっと穏やかに笑顔を浮かべているその姿が皇室の人々を思わせるとして「宮様テニスの岡野」と呼ばれ、他校のテニス部員にもその名を知られていた。
現在は園芸部在籍。野菜や花の栽培をしており、麗花に手製のボトル・ガーデンや、自分で育てたバラの花束をプレゼントをすることもある。植物への造詣は一園芸部員を通りこし、マニアの領域に達しており、バラの品種図鑑を個人的に所持し、品種について熱く語れるほどである。
当初は書店でアルバイトをしていたが、辞めた後に中等部図書館で雑務のアルバイトをするようになった。岩清水が行っている人気生徒の生写真の販売では、高等部の男子生徒の中でトップの売り上げ記録を持っている。四人兄弟の長男であり、名前の「拓」は始まりを意味する。また、タクトとは指揮棒を表す「tact」の意も兼ねている。
「主人公の恋人」というポジションでありながら、作中での登場回数が他のレギュラーキャラクターと比べると少ないため、もっと登場させるようにとの読者からの要望が多かったと著者は後書きで語っている。
蕗子の占いによれば、将来は物理学の研究者になっているらしい。
佐伯峰子（さえき・みねこ）
麗花と同じクラスに所属する女子生徒。
レモン文庫時代は苗字のみしか出ず、長い間下の名前は明かされていなかったが、エンター・ブレイン版の書き下ろし作品『佐伯の一日』にて判明する。
世田谷区在住。身長は167cmと女子中学生にしては高身長だが猫背で、眼鏡をかけており、髪はひっつめのポニーテール、話すときはうつむきかげんでぼそぼそと低い声で、麗花曰く「陰気な雰囲気を身にまとっている」。そのためか、小学生の頃はいじめに遭い登校拒否にまでなっていた。麗花に助けられて登校できるようになってからは「家来」又は「従者」を自ら名乗り、仕えるようになる。かなりの近視で、「牛乳ビンの底のよう」と言われるほど厚いレンズの眼鏡をかけていても、まだ度が足りないらしい。眼鏡を外してしまえばすぐ目の前にあるものもよく見えなくなる。
天然ボケで珍妙な発言をする事が多いが、基本的には真面目な優等生タイプの性格で、誰と話すときも敬語を用いる。常に麗花の言うことに従い、麗花のことだけを考えて生きているために「主体性がない」といった批判を受けることもしばしばあるが「麗花さまのためになりたいという意志を貫いているという点で主体性を発揮しています」というのが佐伯の意見であり、麗花に従うことを拘束されていると感じたことはなく、麗花に従うことができるという自由を喜んでいる。麗花が停学処分を受けた際に、麗花に追随したいからと自分も停学になろうとしたことさえある。
麗花がどんな進路を選んでも同じ道をつき従えるようにと勉強の努力は欠かさないため、成績は優れており、高校受験を控えた時期には成績不振の杉本の家庭教師を同級生であるにもかかわらず務めた。
服装へのこだわりは全くなく、麗花のモノローグの中で「ださい」と評されることがしばしばある。だが、眼鏡を外して髪を下ろすと「神秘的」だと形容されるほどの美少女と化す。本人はその美しさを自覚こそしてはいるが興味はなく、麗花の引き立て役に徹しており、滅多なことではお洒落をしない。また、出そうと思えば高く透き通った声を出すこともでき、優れた演技力も持っているため、それらを活用して別人に成り済まし、小学生の時からの付き合いである麗花すらも騙し通したことがある。
素顔の美しさが知れ渡ってからは、男子生徒の中で大勢の「佐伯崇拝者」が生まれたが、彼らに対しての関心は全くない。著者は「佐伯はレズビアン」だと発言している。その相手は麗花であると思われるが、杉本曰く佐伯の麗花への思いは「恋愛という次元を通り越して信仰の域に入っている」とのこと。ゲイである杉本とは、なにか通じるものがあるらしく会話がよく弾む。エンターブレイン版の『ボロもうけ』の表紙では杉本とツーショットを飾っている。
自分自身の色恋には無関心だが、主人である麗花の恋心については麗花自身が自覚するよりも先にいち早く察した。常に麗花のサポートに回るよう努めており、シリーズの序盤においてはしばしば、麗花がその意地っ張りな性格故に、麗花自身も望まぬ方向に向かおうとする時は、敢えて苦言を呈することもあった。麗花のためになるのならば麗花に嫌われることも已む無しと思っているが、デリケートで、麗花から忠誠心を疑われるような発言をされれば、たちまちに涙目になりひどい時は体調を崩して寝込んでしまう。しかし、基本的には公序良俗に反するようなことでも麗花の命令ならば従っている。
小学2年生の時に母を癌で亡くしている。遺伝的に自身も癌になりやすいのではないかと思っており、深刻に悩んでいるというわけではないが、規則正しい生活を心がけている。家族は商社に勤める父親一人だけだが、父親は仕事で家を空けることが多く、佐伯が三年生になってからはニューヨークに単身赴任してしまったので現在はマンションでひとり暮らしをしている。綺麗好きで、部屋はよく整理整頓されており、モデルルームのようだと言われるほどに生活感がない。肉親は父だけだと発言していることから、親戚との交流は絶えているようであり、従姉妹の伊集院貴子とも、彼女が花園学園に転校してくる直前までは大した付き合いはなかった。佐伯家はそれなりに裕福であるらしい。
家事を一人でこなしているためか、料理が上手く、作中で菓子を作っては皆にふるまう描写が幾度かある。麗花のために、手製の菓子や飲み物を学校に持参することを日課の一つとしている。その多くは麗花の要望なのか正統派イギリス風で、ティータイム時にはBGMの用意までしている。佐伯自身はゲテモノも気にせず食すようで、カエルの形をしたグミなどの妙な物をわざわざ海外から取り寄せて杉本らに振る舞うこともある。
蕗子の占いによれば、将来は素顔の美しさを引き出した姿で、麗花の秘書を務めることになっているらしい。
杉本晴信（すぎもと・はるのぶ）
麗花と同じクラスに所属する男子生徒。『逆襲！』で登場し、以降は主要キャラクターの一人となる。
練馬区在住。身長179cm。誕生日は四月四日。血液型B型。好きな言葉は「男」。
あだなは「お杉」又は「杉さま」。作中の地の文では,麗花がそう呼んでいるためにお杉君と表記される。
柔道部主将で有段者。体格が良く、無愛想で表情に乏しく、女子生徒たちからは「しぶい硬派」としてもてはやされている。モテるにもかかわらず女性との浮いた話が出ないので女嫌いだとされているが、単に女性に恋愛感情を抱かないゲイなだけである。
飯坂友佳子のイラストでは、長めの髪をしたワイルドな印象を与える姿で、D.Kのイラストでは前髪はやや長いものの体育会系らしいスポーツ刈りの姿で描かれており、両者は別人のような印象を与える。作中では、体格や雰囲気に関する描写はあっても、髪型については触れられていない。
大食漢。運動神経はいいが勉強は全くできない。授業中に堂々と寝たりと、半ば勉学を放棄しているようなところがあり、普段は飄々としているが、内心では、人並に受験のことで悩んだりと学力不安を意識している。
基本的には無口だが、たまに発する言葉は珍奇なものであることが多い。ミンキーモモの変身の呪文を唱えたり、百人一首の句を突如読みだしたりと、学業成績は悪くとも雑学の幅は広く、特に昭和のアニメとアイドルに異様に詳しい。麗花曰く「頭の回転は速いはずなのに、奇っ怪な思考回路が発揮されるべき能力を妨害している」。それなりに一般常識は持ち合わせており、周囲の状態を正しく察したり、他者に配慮する能力もあるのだが、空気を読んだ上であえて場を面白おかしく乱すことを好んでいる。シャルロット・オ・ポワールを作ろうとしたりなど、料理上手であるらしい。
父は杉本が幼い頃に二十二歳の若さでなくなっており、母は再婚してよそで家庭を持つようになっている。現在は父方の祖母で、華道の師範などをしつつ占い師も務める蕗子と二人暮らしをしている。祖母との絆は深く、親も兄弟もいない分、友人たちとの縁を大切に思う気持ちも非常に強い。特に、父と面影が似ているという工藤への思いは友情を逸しており、二歳の時からずっと恋心を抱いている。その思いは、工藤と手をつないでいるところを妄想するだけで罪悪感を抱くほどピュアなものである。花園学園に入ったのは、工藤を追ってのことであった。自分の思いを全く察してくれない工藤に虚しさを感じることもあるが、あくまでも友人として工藤と付き合い続けたいという思いの方が強く、自分の恋心をひた隠しにしている。だが、既にその思いを察している岩清水に対し、からかうために敢えて工藤への恋心を語ることもある。また、好みのタイプの男性には冗談なのか本気なのかセクハラまがいの振る舞いをすることがあり、被害にあった男性陣からは非常に恐れられている。そのような振る舞いをするたび周囲の男子生徒には引かれているが、腐女子気質な女子生徒からは歓声が上がる。
岩清水から購入した工藤の写真を大事にしている。岩清水の販売している人気生徒の写真の中では、杉本自身の写真も中等部男子のうち二位の売上を記録している。
麗花のお嬢さま然とした態度を真顔でからかうことがよくあり、普段から麗花を「お嬢さん」と呼んでいる。麗花が工藤を我が物顔で扱うことについては、麗花を恐れて「工藤に悪いムシがつかなくなる」と肯定的にとらえている。女性に恋愛感情は抱かないが、造形の好みだけで言えば、同じように美人と評される者同士でも佐伯より麗花の方が好みだという。
血統書つきのメスのヒマラヤンを飼っており、名前は「藤壺」という。下の名前は武田信玄に由来する。誕生日は「おかまの節句」から設定された。
蕗子の占いによれば、将来は戦場カメラマンになり、あくまでも友人同士として岩清水と同居生活をしているらしい。
工藤圭一（くどう・けいいち）
麗花と同じクラスに所属する男子生徒。
練馬区在住。身長170cm。九月十五日生まれ。血液型A型。
サッカー部在籍でポジションはフォワード。成績優秀でスポーツ万能、やさしくて紳士的、容姿は麗花曰く「キュートなハンサム」で、女子生徒からの人気が非常に高く「花園学園の王子さま」と呼ばれている。だが内面は、一般的な中学生よりもよほど内気で純情なもので、目立ったり女子生徒たちにもてはやされる事を恥ずかしく思っており、いきなり押し倒してくるといった、強引な女性生徒たちからのアプローチにおびえた結果、女性恐怖症気味になっている。一方で佐伯の素顔の美しさを知ったとたんに意識するようになったりと面食いなところもある。不器用で気弱すぎるために、告白をされてもスマートに断ることが出来ず、トラブルを招いてしまうことが多く、相手の女の子を傷つけてしまっては自分自身も傷つくということを繰り返しており、自身のふがいなさを気に病んでいる。一部の男子生徒から嫉妬のために嫌がらせを受けることもあり、周囲からの過度な注目にプレッシャーを感じている。
麗花のような威圧的なタイプではなく、かつ親しい相手には明朗でハッキリとした意思表示を行い、ごく普通の活発な少年らしい態度を取る。幼児期にはむしろその面の方が強かったようで、かなりのわんぱく坊主であったらしい。今でも寝ぼけた時などには理性が鈍り普段とは違って荒い面を見せることがある。滅多にその腕を奮うことはないが、喧嘩をさせると強い。
人見知りで、中等部入学当初は幼馴染の杉本ぐらいしか仲のいい者がいなかったが、社交性の高い岩清水是清を通じて多くの友達ができるようになったので、その点では岩清水のことを有難く思っている。杉本と岩清水とはよく三人で行動している。
山本アケミと杉本とは幼少期から見知った幼馴染である。幼いころからアケミの激しすぎるアプローチを浴びていたためか、恋愛方面の機微にうとく、杉本が自分に友情以上の思いを抱いていることには全く気付いていない。
両親は共に真面目な人であり『帝国』で工藤が停学になった際、同様の処分を受けた麗花や杉本が保護者から一切咎めを受けず放任されている一方で、工藤は父には殴られ、母には泣かれたという。他の家族としては、弟と、「ヒカル」という名の雑種の猫がいる。
父はスーパー小路屋練馬店店長。小路屋社長令嬢の麗花には父の進退について一年生のころから何度か脅されたことがあるので、時に恐縮とした態度を取っている。麗花との仲は巻を重ねるごとにくだけてきており『大戦』では、麗花の傲慢な態度について労わる言葉をかけられた際に「もう慣れた」と無理をしているわけでもなく本心で言った。麗花に半ば所有物のように扱われているため、麗花を恐れた女子生徒からのアプローチは退けられているものの、一部の過激派の女子生徒からは「綾小路さんの横暴な振る舞いから守ってあげたい」としてより強烈なアタックを仕掛けられている。
元々は、少女漫画や少女小説に多く登場する「王子さま」タイプのキャラクターを踏襲してつくられた人物。文武両道などの優れたプロフィールとは裏腹にいまいち頼りない性格をしているのは、過去に幾百と登場した「王子さま」たちが悪役お嬢さまキャラを無下にして正統派ヒロインを選んだことへの報いであり、悪役お嬢さまキャラが主人公の作品のキャラクターとして生まれおちた事自体が工藤にとっては悲劇であると著者は語っている。
文武両道ではあるが、上記したような性格のために越後ゆかりからは「出世とは縁がない」と予想されており、また、蕗子の占いによると将来は平凡なサラリーマンになっているらしい。
石清水是清（いわしみず・これきよ）
麗花と同じクラスに所属する男子生徒。出席番号五番。
大宮市（現在のさいたま市にあたる）在住。身長154cm。図書委員。血液型はO型。誕生日は二月一日。
文芸部の部長で「将来は絶対に芥川賞をとってみせる」と文集に書いたためにアクタガワというあだながつけられている。あだなの印象があまりにも強すぎて、周囲から本名を忘れられるほどである。作中でも名前は本名ではなくアクタガワと表記されている。文芸部でのペンネームは「ショー・アクタガワ」。
小柄で、黒ぶち眼鏡をかけている、一見すると冴えない外見なのだが、眼鏡を外すとまるでボーイッシュな美少女のような姿となる。その容姿を利用し、ある目的を果たすため自ら女装したことがきっかけとなり、後にちょくちょくと杉本らによって強制的に女装させられるようになる。杉本が命名した女装時の偽名は「芥川賞子」。本人はその容姿にコンプレックスを持っており、工藤や杉本のような男性らしい外見に憧れている。しかし、成長期を終えた後には杉本や工藤が「ただのハンサム」であり続けるままでいる一方で、岩清水は類稀なる「本物の美青年」になるに違いないと伊集院貴子は目鼻立ちから推察している。
幼少期の事故のために頭にひどい傷痕があり、それを理由に坊主頭になることを避けるため、また、制服を「個性を尊重しない教育の象徴」だと嫌っているため、男子は坊主頭と学生服着用が義務付けられている地元の中学校ではなく、遠地にある花園学園に越境入学した。登下校は埼京線に乗って片道で一時間はかかるが、花園学園の自由な校風に強い愛着を持っている。
杉本と工藤とは仲が良く、三人でよく一緒に行動している。杉本が抱いている工藤への恋愛感情に気付いており、間違いが起こってしまわないように二人の間であたふたとすることもある苦労人。
面食いで惚れっぽく、好きな人ができるたびに大げさに騒ぎたてるが、その恋が成就したことは一度もない。上級生からは可愛らしいと受けが良いのだが、弟扱い止まりでしかなく、下級生からすら弟のように扱われることがあり、男性として意識されることが滅多にない。そのくせ、自分に向けられる思いに対しては鈍感なところがある。
思いやりがあり責任感の強いしっかりとした性格で、学校生活においてはリーダーシップをとることが多く、部活動を通じて高等部にも知り合いのいる顔の広さで、後輩からも尊敬されている。しかし、根っからの文化系で体力はなく、ニンジンなど食べ物の好き嫌いもかなり多く、虫も苦手でダンゴムシにすら恐怖の悲鳴をあげる軟弱な面がある。そのため「お姫さま体質」だと揶揄されている。電車登校のための早起きが影響し、朝食を抜く習慣があるのも体力のなさにつながっている。また、小食でもある。
文芸部で発表している作品は古典名作をパロディしたものが多く、時には担任である花園貢などの現実の人物をモチーフとしたキャラクターを登場させることもある。笑えて感動できると評判はいいのだが、活動に熱中するあまり学業は疎かになっており、文系以外の科目の成績は芳しくない。国語と英語で100点を取る一方で、それ以外の教科では赤点を取るといったように、好き嫌いが露骨に点数に表れている。高校受験が近づいた際には、杉本と共に拓人に勉強を教えてもらっていた。
多弁で、初対面の相手にも積極的に話しかけ和ませるが、余計なことにまで口をすべらせ地雷を踏むことがあり、麗花や花園育夫に辛辣な攻撃を受けることが多々ある。姉と妹がいる。
蕗子の占いによれば、将来は貧乏ながらも作家として生計を立てるようになり、背も伸びて美しい美青年に成長して、杉本と同居しつつ、貴子と男女交際しているらしい。
姓は、黒ぶち眼鏡をかけているという共通点から、「愛と誠」の登場人物「岩清水弘」から取られた。
伊集院貴子（いじゅういん・たかこ）
花園学園中等部三年十組所属の女子生徒。出席番号七番。
身長150cm。名門女子校と名高いミッション系の「聖母女学院」から二年生の末頃に時期外れの転校生としてやってきた。二年生時には麗花と同じクラスだった。
いかにも活発そうな、ショートカットと日に焼けた肌が特徴で「ちっちゃくてかわいいコオロギ」のようだと麗花に思われている。麗花らのように、特別に美しい容姿と評されることはないものの、男女双方から人気がある。鼻が詰まったような独特の、山瀬まみのような声をしている。母親もそっくりの声をしており、電話越しでは区別がつけにくい。いつもテンションが高く、まくしたてるように話す。
あだなは「タカりん」で、地の文でもそう表記される。麗花には「タカりんさん」と呼ばれている。声の印象が強烈なため「山瀬の伊集院」と呼ばれることもある。放送部所属で、独特の声と軽快なトークは好評を博している。麗花を呼び出すために、校内放送を私用に使うこともある。
「東京御令嬢クラブ」という架空の団体の諜報部員を自称しており、コードネームは「東京マリア」。その名で呼んでくれる者は誰もいないが、スパイごっこのように東京マリアを名乗っては、学園内外の様々な情報を麗花に逐一知らせてくる。盗み聞きを頻繁に行っているためか、聴覚が優れており足音だけでその主が誰なのかを察することができる。『帝国』の際は「女王さまの007」、『ボロもうけ』の際は「くの一まりあ」と呼ぶよう麗花に言っていた。東京マリアを名乗る際には、麗花と同じようなレトロなお嬢さま口調を用いる。
貴子曰く、東京御令嬢クラブとは、東京に住むお嬢さま同士の交流を目的としたものという設定。会員は、上流階級のお嬢さまが所属するにふさわしい学校から、一校に一人ずつ選ばれるということになっている。元々は、その設定は佐伯が考えたものだと思われる。実際にはそんなものは存在せず、また同じ学園の生徒同士ではあるものの、麗花と貴子と花園アキが籍を置いている。麗花は関わりたくないと否定しているが、貴子が勝手に決め付けている。
佐伯とはいとこ同士。家はかなり裕福らしく、ベンツを何台も所持しているという。だが、東京マリアを名乗っている時以外は、全くお嬢さまであることを匂わせないサバサバとした振る舞いをしており、工藤が気負わずに会話することのできる、女子生徒として稀少な存在である。
石清水に恋心を抱いており「アクタガワさま」と影で呼んで慕っているが、その気持を相手に打ち明けるつもりはなく、片思いそのものを楽しんでいる。現在はそれほど男性としてはパッとしない岩清水が、将来的には美青年になるだろうと見越してのやや不純な動機から恋をするようになったが、その恋心自体はいたって真剣なものである。
蕗子の占いによれば、将来は幼稚園で保育士の職に就き、岩清水と男女交際をするようになっているらしい。

## 『お呼び！』以降
偽伊集院貴子（にせ いじゅういん・たかこ）
本物の伊集院貴子が転校してくる直前に、彼女の名を騙り花園学園に現れた謎の少女。
一人称は「わたくし」で「昭和レトロお嬢さま」の麗花に対して、「平成トレンディーお嬢さま」な人物。ヘアバンドをつけ、長い髪を背中に流している。麗花のスタイルを「生きた化石」と揶揄し、自分こそがお嬢さまの名にふさわしいと麗花に挑戦を挑む。自らを「キコさま」と呼ぶように周囲に言っていた。
美形の多い本作中でも際立って美しい顔立ちらしく、聖母女学院の制服であるセーラー服を着こなし、制服に憧れを持つ花園学園の生徒たちから絶大な人気を得た。人を使うことに慣れたような様子で、周囲の人々を次々に使用人扱いした。彼らの前では愛嬌を振りまきつつも、裏では彼らを馬鹿にしたりと意地の悪い振る舞いをする。
山本アケミ（やまもと・あけみ）
麗花と同じクラスに所属する女子生徒。
手芸部在籍。身長152cm。
工藤と杉本の幼馴染で、幼少期から工藤に恋心を抱き続けている。アプローチは熱烈で、その強引さにより工藤を女性恐怖症に導いた第一人者である。しかし、性的な話題を「フケツ」だと非難したりと、工藤との関係にまで過激さを求めているわけではなく、あくまでも学生らしい清純な男女交際をしたいと望んでいる。自身を「アケミちゃん」と呼ぶよう工藤に強いており、幼少期にそれに逆らって「山本さん」と呼んできた工藤に灯油をかけ火をつけようとしたことすらある。
工藤を家来扱いする麗花と、工藤の所有権を巡って争うことがたびたびある。言い負かされるたびに泣きながら麗花のもとから走り去り、親友の幸子に慰められるといった「悲劇のヒロインぶりっこ」を日課としており、ワンパターンだと麗花に評されている。だが、麗花に戦いを挑んだ人物の中では、負けを認めていない唯一の存在である。また、杉本がゲイであることを明確に意識しているわけではないようだが、本能的に杉本を危険視している。口癖は「工藤くんはわたしの幼馴染なのに」。
自称「ドジで明るくてちょっとおっちょこちょいでかわいい」な人物で、男子生徒の間では人気があり、愛の告白を受けることもあるが、工藤の反応を窺うために利用することはあっても、工藤一筋であるためにそれを受け入れる事はない。女子生徒からの評判は悪く、同性の友達は幸子ぐらいしかいない。女子生徒たちから「ぶりっ子女」「ぶりぶり女」「工藤君にとりついた妖怪すねこすり」「工藤君に巻きついた妖怪一反木綿」「工藤君の前に立ちはだかった妖怪ぬり壁」などと呼ばれている。陰口を言われるたびにそれなりに傷ついたりもしているようだが、非常に図太い神経の持ち主で、ぶりっ子癖や工藤へのアタックのやり方を改めるつもりはなく、また、自分の行動に問題があるとも認識していない。
二つに結んだおさげ頭がチャームポイント。学業成績はあまりよくない。岩清水の販売している、人気生徒の生写真の中で中等部女子三位の売り上げを記録している。著者曰く「シリーズ最強の悪役」。
幸子（さちこ）
麗花と同じクラスに所属する女子生徒。
姓は不明。バレーボール部部長。身長164cm。
活動的な印象を与えるショートカットヘアをしている。アケミの親友で、世話係のような存在である。アケミが麗花に口論で負けた際などには、アケミをフォローする役割を買って出ているが、アケミの突拍子もない行動にため息をつくこともしばしばある。呆れながらも、それでもアケミを見捨てることはない。
気が強く、自分が正しいと思ったことは歯に衣着せずに発言する。その発言は自信過剰な麗花に対して向けられる事が多く、ほとんどの場合まったくの正論である。だが、何を言っても無駄だと確信しているアケミ相手に向けられることはない。

## 『逆襲！』以降
花園貢（はなぞの・みつぐ）
花園学園中等部三年一組の担任教師。花園学園理事長・花園ハルの孫息子。文芸部顧問。担当教科は国語。二十五歳。身長175cm。
お坊ちゃま育ちなためか大変デリケートで傷つきやすく、気弱で、生徒たちによくもてあそばれている。だが真摯で生徒思いな性格から、なんだかんだで生徒たちからは愛されている。他人の目を窺ってばかりだった少年時代を送ったことから、生徒たちには伸び伸びと学び育ってほしいと願っており、教師といえど完璧ではないのだから、時には教師に対し批判的な態度を取る生徒の方が好ましいとさえ思っているため、完璧主義の叔父・花園育夫に教育理念を巡って絡まれることが多い。多くの場合は育夫の迫力に負けてしまうが、ここぞという時は育夫に立ち向かい、己の教育方針と生徒の自由を守ろうとしている。
少年期には何事にも芳しい成果を出せず、「一族の落ちこぼれ」とまで称され社会に出るのは無理だと親族に言われ続け、結局、身内の経営する花園学園で教鞭をとるようになってしまったことに若干コンプレックスを持っている。時には生徒たちの姿に、理想の少年像を見出し羨望の思いを抱くこともある。教育実習生時代は、拓人のクラスを担当した。
車の運転が下手で、作中で運転の描写がある時は必ず直後に事故を起こしている。最初に乗っていた車は生徒たちから「すすむ君」と呼ばれていたが、塀にぶつけたために廃車となり「じこる君」に改名され、「二代目すすむ君」は電信柱にこすって「こする君」となり、「三代目すすむ君」は駐車中だった育夫の愛車「すみれちゃん」に追突して、佐伯により「ついとつ君」と改名された。
小学生の時に漢字のテストで26点をとったというエピソードがあるが、これは著者自身の体験である。
花園育夫（はなぞの・いくお）
花園学園中等部の数学教師。花園学園理事長・花園ハルの末の息子。貢の叔父。生徒指導担当。茶道部顧問。二十九歳。身長178cm。
生徒らからのあだなは「育ちゃん」だが、恐れられている存在のため、正面からそう呼ばれることはない。サディスティックな性格で、生徒らに指導の域を超えた圧力をかけることもあり「サディスティック育ちゃん」とも影で称される。そのような行動は趣味で行っている部分もあるが、美しいものばかりを見せられて育った生徒たちが社会に出た時に挫折してしまわぬよう、あえて自身が毒物となって醜い部分も見せようという、教育者らしい思想の結果でもある。麗花、杉本、岩清水らに対して特に厳しい態度を取るが、杉本のセクハラに腰を抜かされて負けることが多い。貢に「おじさん」と呼ばれる事を猛烈に嫌ったりなど、年齢を気にしている。
髪はオールバックにしている。凛々しい切れ長の目が冷酷そうな印象を与える顔だちをしている。
幼少期から何事においても優秀で、神童とさえ呼ばれていた。そのように周囲からちやほやされて育ったため、自分以外の他者を見下す傾向が強かった。しかし、幼少期に「象が踏んでも壊れない筆箱」を動物園の象に実際に踏ませようとしたことで「物を粗末にするな」と祖母にひどく叱られた際に、「自分よりも下の存在」だと認識していた貢にかばわれた経験から、その考えを改めるようになった。今でも貢を無能だと誹ることがあるが、貢に対しての執着は強く、交際している女性がいないのもそのためである。
カーマニアで高級車を何台も所持しており、そのどれもが常にワックスで光らされている。偏執的に車を愛しているが、貢に絡むための足がかりにできるならと、事故を起こすことを期待して運転の下手な貢に無理矢理車を貸そうとすることがある。
作中で登場する育夫の愛車の一つであるフォード・サンダーバードは、「テルマ&ルイーズ」に登場したのを見て著者が気に行ったために出された。その車は、貢のものと同じように生徒らから「すみれちゃん」と呼ばれており、その理由は車体が紫でスミレを連想させるからだが、それと同時にすみれが同性愛者を指す隠語であることにも関係する。すみれちゃんという名称からは女性的な響きを感じさせるが、育夫はすみれちゃんを男性だと認識している。
白鳥清香（しらとり・さやか）
花園学園中等部三年十組に所属する女子生徒。
肩の上で切りそろえた髪と、質素なヘアピンが清楚で儚げな雰囲気を与え、どこか幸薄さを感じさせ、見る者の庇護欲をかきたてる人物。その容貌と、気配りの行き届いた思いやりのある行動から男子生徒のみならず女子生徒からも人気がある。
それらの言動は、かつて麗花が影響を受けたのと同じバレエ漫画を読み、主人公であるけなげな薄幸の少女に憧れを持って倣った結果のものである。自分をより可憐に清らかに見せるためのシチュエーション作りに熱意を注いでおり、そのためには母が健在であるにもかかわらず「母の形見」と称したものをさりげなく見せびらかしたりする。自らを「正統派ヒロイン」と称し、そんな自分を際立たせるための存在として麗花を利用し、麗花と対立した。

## 『帝国』以降
二階堂律子（にかいどう・りつこ）
麗花と同じクラスに所属する女子生徒。風紀委員。美術部在籍。
凛々しくて筋道の立った論理的な演説が得意で、自分の望み通りの方向に周囲を扇動する技術に長けている。論理武装に自信を持っているだけに、論破されると逆上してヒステリックになる。
切れ長の一重の目とボブカットが印象的な、一見冷たそうな美人。身にまとうクールな雰囲気は、育夫や鈴木竜二と似ているとも言われている。
アパレルメーカー社長の父を持ち、人気デザイナーと名高い二階堂ゆりえを母に持つ。規律的な振る舞いを好む。以前から形骸化していた風紀委員が廃止された際に、より良い学校生活を送るための模範が必要だとして、母がデザインしたという制服を自主的に制作し、皆に配布してそれを着用するよう勧めた。当初は制服着用を個人の意思に任せていたが、やがては全員に着用を強制するようになり、次々と新たな規律をつくってはクラスメートたちを縛りつけ、ファシズム的独裁者のような形相を帯びて行くようになり、己のスタイルを貫くために制服を拒否する麗花と対立するようになる。
「悪の帝国の支配者」をイメージしたキャラであり、立場だけではなく口調までもが、徐々に「真面目な風紀委員」としての固さを感じさせるものから悪の支配者じみた尊大なものになっていく。それは、律子自身もSFアニメを好んでおり、血統書付きの猫をなでながら参謀会議を開く、マントに白手袋の悪の帝王に憧れ、それに倣った結果の立ち居振る舞いであり、同じく悪役を志す麗花にスケールの違いを示し危機感を起こさせた。
血統書つきのシャム猫を飼っている。
鈴木竜二（すずき・りゅうじ）
麗花と同じクラスに所属する男子生徒。野球部在籍。飼育係担当。書道二段。
クラス内の鈴木姓を持つ男子生徒三名の内の一人。鈴木三人組の中では、肥満型の鈴木その一と痩せ型の鈴木その三に挟まれた中肉体型で、出席番号順でも真ん中であるため鈴木その二と呼ばれており、地の文でもそう表記されている。
高身長でクールな印象を与える容姿で、麗花に律子の男版、育夫の少年版のようだと評されている。しかし、実際には登場するたびに杉本に絡まれてペースをかき乱されており、やられキャラとなっている。「ペットショップ貢ちゃん」と他のクラスの生徒に言われるほど多数の生き物が飼われている三年一組の飼育係に自ら名乗りを上げるほど動物好きで、動物に懐かれやすい体質。
『帝国』では他の鈴木二名と共に律子の横暴な振る舞いに加担し、律子の親衛隊たる「鈴木軍団」と呼ばれていた。
ミハル
麗花と同じクラスに所属する女子生徒。
姓は不明。麗花を時代遅れだとよく揶揄するが、自分自身も流行遅れなワンレングスに、服はタイトミニのスカートをよくはいており、それらの姿はトレードマークともなっている。親友のハルミといつも同じような服装をしており、初対面の人なら両者の区別がつかないほどに似ている。麗花には二人あわせて「ミーハー・コンビ」と呼ばれている。脚線美に自信を持っており、男子生徒に挑発的に足を見せびらかしている。その事や、乱暴な男言葉を使うため麗花にはよく下品だと言われており、ミハルの方も麗花のことを「気取っている」として突っかかることが多いのだが、在籍する部活は麗花と同じ茶道部である。部では書記を務める。部活にはいつも真面目に出席しているものの、正座をするにもかかわらずミニスカート姿を貫いている。正座が苦手でいつも辛そうにしている。
ハルミ
麗花と同じクラスに所属する女子生徒。
姓は不明。ミハルの親友で、ミハルと揃いの髪型と服装をしているため双子のように似ていて区別がつけにくい。麗花にはミハルとあわせて「ミーハー・コンビ」と呼ばれている。
語尾を上げた、甘えたような舌っ足らずなしゃべり方をする。いつも化粧をしており、していないとストレスが溜まってやけ食いに走ってしまうという。

## 『お気に入り』以降
人面魚フナ子（じんめんぎょ・ふなこ）
スーパー小路屋が協賛する映画「小鮒物語」の関係者から透がもらったという、綾小路家のペットとなったフナ。
体の右側面に、まるで誰かが描いたかのようにクッキリと「半魚人がクシャミしたような顔」に見える白い模様がある。麗花と美智子が拒絶したため、透により更に工藤家に預けられ、結果的に麗花のクラスで飼われることとなる。
フナ子という名は元々の飼い主がつけたものだが、人面魚という姓は杉本が命名した。独特の容姿から中等部内で評判になり、特に美術部員たちは「神の造りたもうた芸術作品だ」と誉めたたえ、休み時間ごとに水槽前に群がるほどであったが、失踪を遂げる。謎の組織によりその身柄を追われている。
目クソ鼻クソセイロガン（めくそはなくそ・せいろがん）
杉本家の飼い猫・藤壺の産んだ雄猫。雑種で、父親は工藤家の飼い猫・ヒカルだと推測されている。
三兄弟のうちの一匹として生まれたが「ブルドッグの血を引いているのでは」と疑われるほどの容姿であるために一匹だけ貰い手が見つからず、蕗子に保健所に連れて行かれかねない立場に置かれてしまったが、三年一組の教室で巨大な水槽に入れて飼われることになった。
「横綱級」「犬とケンカしても勝てそう」と言われるほどの巨体で、白地に黒ぶち模様の長めの毛を持つ。顔の毛の色はぼかしたように濃く、目の上にはまるで眉間にシワを寄せたような縦模様が入っている。左目のふちと、右の鼻の穴のすぐ下に一際目立つ大きな黒ぶちがあり、それが姓の「目クソ鼻クソ」の由来になっている。そう名付けたのは蕗子で、あまりにもひどい名前だからと杉本は対抗して「セイロガン」と名付けたが、目クソ鼻クソと呼ばなければ反応をしない。竜二に非常によく懐いている。
早乙女ルリ子（さおとめ・るりこ）
拓人と同じクラスの女子生徒。
「帰ってきた女王様」にも登場している。拓人とは隣の席同士。日本人離れした彫りの深い顔立ちをした美少女で、女優としての活動で注目を集めている。芸能界に向いた性格ではないと本人は思っているが、やり手の母親により強引にデビューさせられた。映画研究部に所属していたが、芸能界デビューと共に母親に強制的に退部させられた。容姿だけではなく、穏やかな物腰と豊かな表情などにも魅力があるという。近視で、プライベートの時は眼鏡をかけている。
花園アキ（はなぞの・あき）
拓人と同じクラスの女子生徒。花園ハルの孫で、貢の従妹、育夫の姪にあたる。
「いつでもこの世は大霊界!」と「帰ってきた女王様」にも登場する。文学的な印象を与える、尊大なしゃべり方をする。文芸同好会の会長で、中等部の文芸部のOGであるため岩清水とは懇意であり、先輩であることを逆手にとりよくこき使っている。横柄で、貢と育夫には天敵として恐れられているが、麗花のことは対等に扱う。乱れがちな長い黒髪と青白い顔、陰気な雰囲気からオカルトかぶれのような印象を見る者に与える。
志村重光（しむら・しげみつ）
拓人と同じクラスの男子生徒。
「いつでもこの世は大霊界!」と「帰ってきた女王様」にも登場する。映画研究部の副部長。顔立ちは悪くないのだが、センスの悪い派手な柄シャツを好んで着用していることからチンピラのように見えるという。拓人と同じく、中等部図書館でアルバイトをしている。あだなは「シイちゃん」で、麗花には「シイちゃんさん」と呼ばれており、敬称を二個つけた不自然なその呼び名に難色を示しているものの、気の強い女性にはひれ伏してしまう体質のために許している。

## 『ボロもうけ』以降
越後ゆかり（えちご・ゆかり）
花園学園中等部三年十組所属の女子生徒。
高級なイメージを売りにして全国規模で展開しているデパート「越後屋百貨店」の社長令嬢。
過疎化が進んだために廃部寸前の珠算部のただ一人の部員で、部長。地味な装いをすることが多く、小柄で痩せっぽちな体型で弱々しそうな印象を与える。麗花曰く「つりあがった大きな目が小悪魔的」で可愛らしい顔立ちをしている。代官山昇により珠算部が潰されそうになったのを機に、イメージチェンジして大人びた垢ぬけた格好をするようになる。
アコギな性格で、金儲けにかける情熱が激しい根っからの商人。商いに関しての機転がよく回り、金が関わると非情な振る舞いをすることもある。金儲けのパートナーに対しては愛想良く接するが、そうではない人間に対しては辛口な言動が目立つ。そろばんをはじくのが好きで、簡単に出来るような暗算にもそろばんを用いる。
時代劇に出てくる越後屋をイメージしたキャラクターで、姓もそこから取られた。時おり時代劇の登場人物のような台詞回しを行い、麗花のことを「小路屋さん」、岩清水のことを「旦那」と呼ぶ。尚、「越後百貨店」は三越をモデルにしている。
代官山昇（だいかんやま・のぼる）
花園学園中等部三年生の男子生徒。
生徒会会長を務めている。実績ある部活に対し部費の特別支給を行い活動を奨励する一方で、目立たない部や人数の少ない部に対して厳しい圧力をかけており、弱小部に所属する生徒たちから恐れられている。銀縁眼鏡をかけており、クールでインテリな印象を与える。しかし、杉本に目をつけられてからは鈴木竜二らと同様にやられキャラへと変貌する。成績優秀だが、主席の座を巡って工藤を一方的にライバル視しており、差をつけるため勉学に励んでいる。
時代劇に出てくる代官をイメージしたキャラである。そのことと、学研レモン文庫の編集部が代官山にあったことが姓の由来になっている。下の名は、代官山には坂が多く「のぼる」ことが多いことに由来する。
星秋彦（ほし・あきひこ）
花園学園中等部一年四組所属。
サッカー部に在籍。頭も運動神経も顔も良く女子生徒の憧れの的になっている。工藤が高等部に進学した後には新たな「中等部の王子さま」になるだろうと言われている。サッカー部の先輩である工藤を尊敬し、文才のある岩清水に憧れている。小学生の頃に、岩清水の作品を読んだことがきっかけとなって花園学園への進学を決めた。
熱血で気が強く、女子生徒たちに対して工藤のようにおびえることはなく、堂々と接している。同級生の女子生徒には関心がなく、年上の女性を好んでいる。いつか年上の女性と交際し「おねえさま」と呼んで慕いたいと願っている。岩清水が女装した姿である架空の存在「芥川賞子」に恋心を抱いている。

## 『軽井沢の戦い』以降
大滝（おおたき）
花園学園中等部三年十組所属の男子生徒。
下の名前は不明。あだなは「オタッキー大滝」。
SF研究会会長を務めているものの、ハインラインやレイ・ブラッドベリなどの古典SF作品を読まずに『ミンキーモモ』や『宇宙戦艦ヤマト』や『美少女戦士セーラームーン』などのアニメ作品に傾倒している。そのため、硬派な古典SF好きの会員たちに逃げられてしまい、SF研究会ただ一人の会員となっている。オタクであることを自嘲する一方で、オタクである自分にプライドを持っているようで、『ミンキーモモ』に関する知識で杉本に負けた際には大きなショックを受けていた。
歪んだ自意識から、オタクではない者たちを見下すような態度をとり他者を突き放す一方で、それでも自分についてきてほしいと他者との関わりを求めており、人望のある岩清水に嫉妬している。自分を忌避する周囲を憎み「花園学園の隠れおたくのスケープゴート」に自分はされているのだと被害妄想を抱いている。病的に痩せており、肌は青白く、長めの髪を一つに結んでいる。麗花曰く「神経質そうな」銀縁眼鏡が特徴。
著者は当初、オタクな人物を自分とは別のものだとして書くことに抵抗を感じ、森と名付けようとしたが「その勇気がない」として今の名にした。
豪徳寺華子（ごうとくじ・はなこ）
聖母女学院中等部三年生の女子生徒。
文芸部部長。同じ立場である岩清水と交流会を通じて知り合う。主に私小説を執筆している。普通の中学生の日常を文章にしても物語としては成り立ちにくいため、より面白い小説を書くために現実の生活の方を物語のように波乱あるものにしてしまえばいいのだと、小説のネタにするために暴走して周囲を混迷させたがる。現実に存在する人物の本名を使った上で、自分に都合よく物事を過激に書き立てる悪癖があり、貴子が聖母女学院を自主退学するに至る原因をつくった。
惚れっぽく、多くの女性が憧れるような一般的な格好よさを持つ男性ではなく、アクの強い偏った性格の男性にばかり惹かれる。しかしその相手が何故かいつも貴子に思いを寄せるようになってしまうので、貴子にライバル心を抱いている。
ゆるくウェーブのかかった長髪を細い肩にかけており、白い肌と、尚白い透きとおるような白目が病弱そうな印象を与える美少女。麗花からは「おビョーキお嬢さま」と評された。

## 『青バラの君』以降
朝比奈杏里（あさひな・あんり）
私立男子中学校の三年生。
佐伯の自宅の近所にある、古びて退廃的な印象を与える豪奢な洋館に一人で住んでいる。バラの品種改良を趣味としており、館中がバラにまみれており、外からもその香気が強く感ぜられるほどである。青いバラをいつか作ってみせると吹聴している。
フランス人とのハーフで、西欧の血を色濃く感じさせる掘りの深い顔立ちをしている。色素が薄く、肌は白く、癖毛の髪は栗色、目は緑がかった茶色をしている。立ち居振る舞いも気品を感じさせ、家来の一人にしたいと麗花に目をつけられる。
ナルシストで、己の繊細な美貌をより際立たせるために、いきなり結核や心臓病や喘息を詐病したりと、悲劇的な人物のふりをすることを好む。継母にいじめられていたり、両親に死なれているといったりと家族に関する嘘もよくついており、話す相手によってその設定が全く異なっているので実際の家族構成を知る者はあまりいない。
美しい少年を愛しており、演技によって何人もの美少年をひっかけていた。同性愛は背徳感があってこそのもので、悲劇的な結末を迎えなければいけないとして、何度か美少年らと心中を試みているが、それらは全て未遂に終わっている。妙な美意識の高さは麗花と共通するところがあり、自ら「僕たちは同類だ」と麗花に語った。しかし、悲劇を好む杏里は、悪役としてのハッピーエンドを望む麗花とは正反対であるとも言える。
古来より少女漫画では伝統となっている「不幸な身の上のハーフの少年」と、耽美小説や少年愛ものの少女漫画ではお約束となっている「風と木の詩」のジルベールのような美少年のイメージをプラスして産みだされたキャラクター。妖艶な雰囲気で工藤を恋のターゲットとして狙うが、その世界への素養がない工藤らには、杏里が悲劇的なキャラクターを演じるほどに妙な人物に映り、「ひょうきんな人」とまで佐伯に評された。
朝比奈麻里衣（あさひな・まりい）
十九歳。杏里の姉。
杏里とそっくりな風貌をしている。髪はロング。美しい外見に似合わず、短気で、言動は粗暴であ:る。時折姿を現わしては、何故か杏里のバラを痛めつけようとする。

## 『学園天国』以降
九条薫子（くじょう・かおるこ）
花園学園大学文学部国文学科所属の女子学生。麗花のクラスに教育実習生としてやって来る。
長く伸ばした黒髪と和風の美しい容貌、大和撫子然とした楚々とした雰囲気で、中等部の生徒たちから絶大な人気を集める。尊敬としてではなく、からかいとしてのニュアンスが多分であるが「薫子サマ」と生徒たちに呼ばれている。深窓の令嬢で男性経験はない。高等部から花園学園に入り、父親は花園学園に多額の寄付金を納めている。少しとぼけたところがあり、おっとりしているように見えるが、時になにかに対しての強い負の情念を見え隠れさせる。
花園咲羅（はなぞの・さくら）
花園学園高等部英語教師。拓人のクラスの担任。花園学園理事長・花園ハルの娘。育夫の姉。貢の叔母。三十歳。
「帰ってきた女王様」にも登場する。独身。育夫をそのまま女性にしたような顔立ちをしている。いつも隙のない完璧な化粧を施している。さばけた性格で生徒に対してフレンドリーに接しており「チェリー」という愛称で親しまれている。年の功か、貢はもちろん育夫をもやり込めあしらっている。

## 『無礼者』以降
ケンヂ
区立中学校三年生の男子生徒。キヨシローとフミヤの兄。正確な姓名はフミヤやキヨシローと共に『無礼者』の終盤で明かされる。
キヨシローの仕出かした不祥事のために、麗花の家来となる。やや男尊女卑気味な考えの持ち主で、不服な態度を隠そうとせず麗花に対し挑発的に当たっていたが、麗花やその周囲のおかしな人物たちに振り回されるうちに次第に弱気になっていく。何故か最初から、花園学園全体に対して批判的である。麗花に強請られるネタをつくりたくないからと、詳細なプロフィールを麗花らに伏せ続けている。杉本やチャトランとは以前から見知った仲であるようだが、毛嫌いしている。麗花と付き合う時はいつも詰襟の学生服姿で現れる。
三白眼気味で、野生的な印象を与える顔だちをしている。一般的な男子中学生としてはそれほど際立っているわけではないものの、花園学園の男子生徒と比べると言動に粗野なところがある。身長は、麗花曰く工藤と杉本の中間ほど。
フミヤ
ケンヂと同じ中学校に通う一年生の男子生徒。ケンヂの弟で、キヨシローの兄。
育ちの良さそうな印象を与える、まだ幼さが強く残った顔立ちとは裏腹にクールで、他者に与える印象を計算した上での隙のない微笑みを得意とする。感情を素直に表す実の兄弟らを小物扱いしたりと毒気のある性格をしている。一方で、夜中に一人でトイレに行くことができないなど、子供らしい面もある。ケンヂやキヨシローとは似ておらず、他の人物を想起させる容貌をしている。
キヨシロー
小学四年生の男子児童。ケンヂとフミヤの弟。
守銭奴で、利率がネズミ算式に増える「キヨシロー・ファイナンス」という金貸しを行っている。また、幼少期に叔母からもらい受けた骨董品の「初代リカちゃん」を、マニアに高値で売るために、機を狙い長年大切に保存している。そのリカちゃんをケンヂに無断でおもちゃ屋に売られてしまい、万引きして取り返そうとして店員に追われていたところを麗花に助けられる。恩を返すためにケンヂを家来として麗花に差し出した。ケンヂとそっくりな顔立ちをしている。
チャトラン
花園学園中等部三年生の男子生徒。
本名不明。生まれつき茶髪で、後頭部の一部の髪だけが黒くてトラ縞になっているため初等部時代から「チャトラン」という愛称で呼ばれている。柔道部副主将で、茶帯を所持しているために「茶帯のチャトラン」という通り名でも呼ばれている。黒帯をなかなか取ろうとしないのは、髪の色とのコーディネートを考えてのことらしい。色黒な肌のため、髪型とあわせて柔道部員というよりも「湘南あたりのお軽いサーファー」のように見えると麗花に評されている。
女の子のような声音を出すのが上手く、柔道部の鍛錬のためのマラソンの際に、走りながら女子バレー部や女子軟式テニス部の掛声の真似をすることを後輩たちに強いている。普段から、女の子のような声でアケミを彷彿とさせるぶりっ子口調でよく話すが、地声は野太い。冗談なのか本気なのかは不明だが男色家のような発言が多く、杉本とあわせて柔道部は強い者ほど変だと言われている。

## 『大戦』以降
如月恒子（きさらぎ・つねこ）
麗花と同じクラスに所属する女子生徒。
ショートカットと眼鏡とソバカスが地味な印象を与え、あまり目立つことのない人物だが、貴子曰く「わざと目立たないようにしている感じがする方」。勉学成績はよく、いつも成績優秀者の一覧に名前が掲示されている。
工藤のファンの一人であり、熱に浮かされたような人物の多い工藤ファンの中では珍しく非常に冷静に振る舞う。工藤を独占しようとする麗花に宣戦布告し、数の上では麗花でも抗いにくい工藤ファンたちを味方につけ、工藤を公共化し、工藤と接する時間を配給制にした。いつでも、上から諭すような少々嫌味がかった敬語で話す。「機会均等」をスローガンにし、共産党の思想の影響を色濃く受けた言動を行う。工藤ファンらに呼び掛ける時の「万国の工藤ファンよ～」という演説は共産党宣言のパロディである。
木田和男（きだ・かずお）
花園学園中等部三年十組所属。
陸上部に所属。アケミに恋心を抱いている。中学生には見えない筋骨隆々とした体格をしているが、アケミに関する逆恨みから工藤に殴りかかった際にはあっさりと返り討ちにされた。趣味は大正琴。